# District de Motoyoshi
Le district de Motoyoshi (本吉郡, Motoyoshi-gun) est un district de la préfecture de Miyagi, au Japon.

## Géographie

### Démographie
Au 1er décembre 2014, la population du district de Motoyoshi était estimée à 13 308 habitants répartis sur une superficie de 163,74 km2.

## Communes du district
- Minamisanriku